# صالح اسماعیل جودت
صالح اسماعیل جَودَت (۱۸۷۵–۱۹۴۵) (نسب: صالح بن اسماعیل جودت بن صالح) قانون‌دان مصری که در دادگاه‌های محلی به وکالت و قضاوت پرداخت. خاستگاهش از بنی‌شیبانی‌های مکّه بود که جدِّ دومش به دلایل سیاسی تبعید شده بود. جودت در مدرسهٔ خدیویه درس خواند و در دانشگاه پاریس در حقوق ادامه داد. آثاری نگاشت: راهنمای مدرنیته در کشور مصر، مصر در سدهٔ نوزدهم، امت ملایو و حدود پانزده رمان ادبی را ترجمه کرد. او عضو بسیاری از گروه‌های علمی مصری و اروپایی بود. در سال ۱۹۲۵ از قضاوت و وکالت بازنشسته شد. خیرالدین زرکلی تاریخ تولد و درگذشت او را از روی حوادث تاریخی برآورده و ذکر کرده که بارها با او در قاهره هم‌نشین بوده.